# Lafnitz (flod)

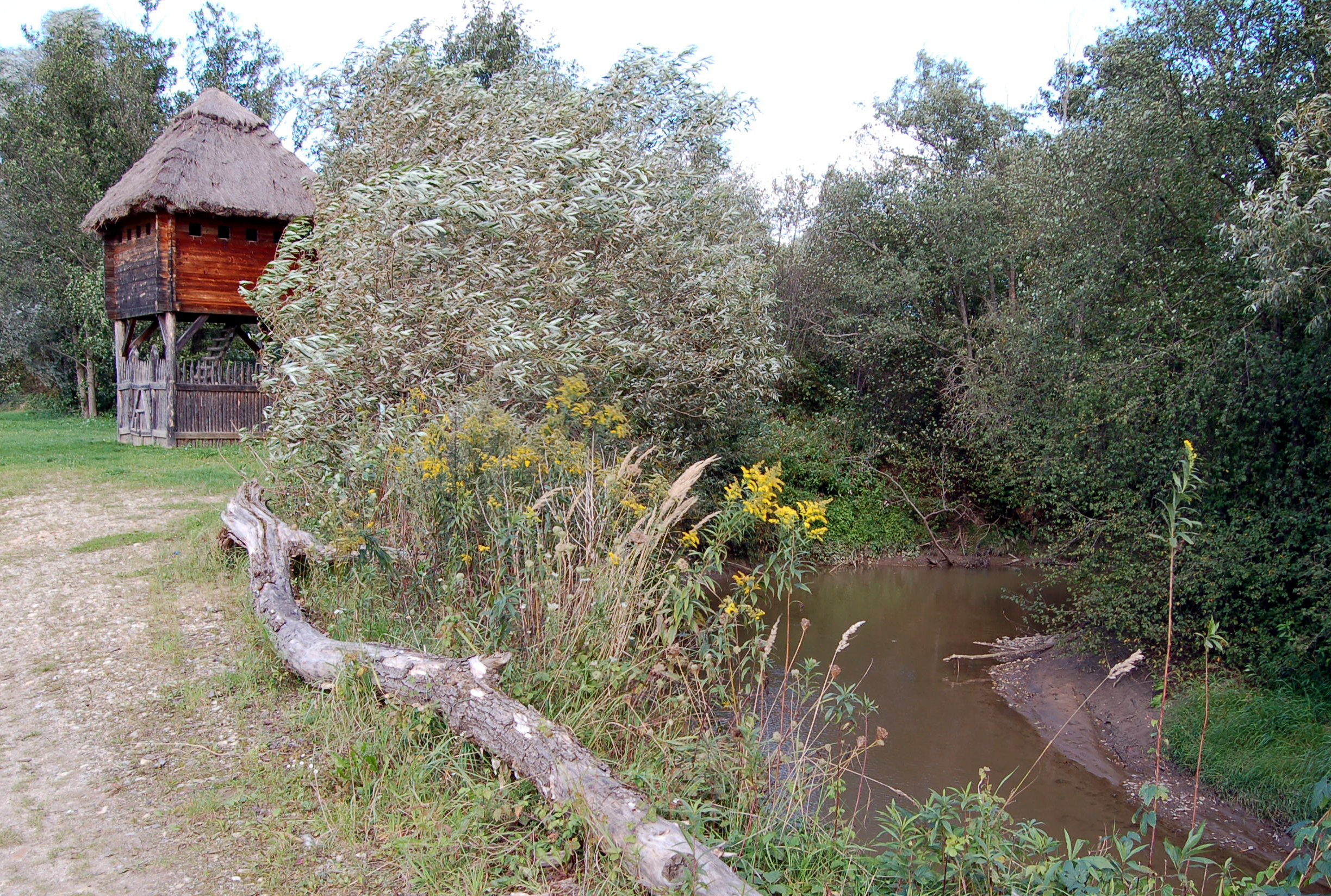
Lafnitz mellan Burgau och Burgauberg

Floden Lafnitz (på ungerska Lapincs) är en 114 km lång biflod till floden Raab i det österrikiska förbundslandet Steiermark.
Den rinner upp i bergsområdet Joglland. Den flyter i en båge runt Vorau-bäckenet och vänder sig sedan söderut.  Från orten Lafnitz till Rudersdorf bildar den gränsen mellan Steiermark och Burgenland, flyter sedan en kort sträcka österut genom Burgenland och mynnar i floden Raab nära staden Szentgotthárd vid den ungerska gränsen. 
Medelvattenföringen är 15,3 m³/s nära mynningen.
Lafnitzdalen är Ramsarområde och Natura 2000-område.